# Chraberce
Chraberce település Csehországban, Lounyi járásban. Chraberce Raná, Libčeves, Chožov és Louny településekkel határos. Lakosainak száma 121 fő (2024. január 1.).

## Népesség
A település lakosságának változását az alábbi diagram mutatja:
| Lakosok száma | 187  | 201  | 287  | 210  | 190  | 139  | 123  | 123  | 126  | 121  |
|               | 1869 | 1890 | 1921 | 1950 | 1980 | 2001 | 2017 | 2019 | 2022 | 2024 |